# Hortipes scharffi
Hortipes scharffi là một loài nhện trong họ Corinnidae.
Loài này thuộc chi Hortipes. Hortipes scharffi được miêu tả năm 2000 bởi Bosselaers & Rudy Jocqué.